# Милош Мамић
Милош Мамић (Омарска, код Приједора, 1918 — Југовац, код Прокупља, 13. април 1942) био је учесник Народноослободилачке борбе и народни херој Југославије.

## Биографија
Рођен је 1918. у селу Омарска, код Приједора. Као питомац Српског привредног друштва Привредник отишао је фебруара 1930. на учење заната у Београд код Карфика Бедриха, власника предузећа за инсталације уређаја водовода и парног грејања. У јесен 1933. са одличним успехом положио је испит за монтера парног грејања.
Слободно време поклањао је читању и образовању, па је успео да информише о положају и борби 
радничке класе. Као млади радник постао је члан Управе Пододбора Синдиката металских радника. Почетком 1937. у време крупних политичких превирања која су тада захватила Уједињени раднички синдикални савез Југославије постао је члан тада илегалне Комунистичке партије Југославије (КПЈ). Припадао је чланству Рејонског комитета на Чубури, где су се тада налазила велика предузећа прецизне механике „Нестор” и „Микрон”.
Одлуком Покрајинског комитета КПЈ за Србију предложен је за члана Месног комитета КПЈ за Београд.
Учествовао је у великим демонстрацијама, 14. децембра 1939. и том приликом био рањен у сукобу са београдском жандармеријом. Заједно са Радојем Дакићем, Давидом Пајићем и другим револуционарима био је један од организатора штрајка аеронаутичких радника Београда и Земуна, у коме је учествовало 2.300 радника, а трајао је 80 дана. Године 1940. изабран је за члана Покрајинског комитета КПЈ за Србију.
Након окупације Југославије, половином маја 1941. заједно са Андријом Хабушем прешао је у Земун, са задатком да као члан Покрајинског комитета помогне организовању Среског и Месног комитета КПЈ за Земун. Овдашња партијска организација, иако мала имала је значајан утицај међу радницима и спремно је дочекала окупацију. Под његовим руководством, постигла је у првим месецима окупације значајне резултате у организовању отпора окупатору упркос сложеној ситуацији, у каквој се тада налазио Земун, који је укључен у састав усташке Независне Државе Хрватске (НДХ).
Агенти земунске полиције успели су да уђу у траг илегалцима и да 30. августа 1941. блокирају кућу у којој се одржавао састанак Сеског комитета. Приликом упада полиције ухапшени су Хабуш и Мамић, док су Јанко Лисјак и Пал Шоти успели су да побегну. Како полицијски агенти нису знали ко су ухапшеници, убрзо су их из затвора пребацили у касарну у Градском парку, где су се налазили ухапшени таоци и други сумњиви грађани. Уз помоћ омладинца Томе Девалда, Мамић је заједно са Шандором Мајором успео да побегне из затвора кроз један прозор. Како је у међувремену, из затвора побегао и Хабуш, они су се убрзо вратили у Београд.
У окупираном Београду, Мамић је заједно са Милошем Матијевићем и Ђуром Стругаром, радио на припремању оружаних акција, али је њихово извршење омело хапшење Матијевића и Стругара, средином септембра 1941. године. Како је његов даљи опстанак у Београду постао немогућ, јер је био исувише познат агентима Специјалне полиције, Покрајински комитет КПЈ за Србију га је у јесен 1941. упутио у Ниш, са задатком са тамошњем партијском повереништву помогне у јачању оружаног устанка. У то време  окупатор је чинио разне напоре да уништи Народноослободилачки покрет у јужној Србији. Фебруара 1942. у договору са тамошњим партијским кадровима, одлучено је да оде у Озренски партизански одред, који је непосредно пре тога у борби код Јошанице, крај Сокобање, претрпео тешке губитке.
Погинуо је 13. априла 1942. у селу Југовцу, код Прокупља, заједно са Станимиром Вељковићем Зелетом, чланом ПК СКОЈ-а за Србију и двојицом курира. Они су пошли у обилазак партизанских одреда и партијских организација у Топлици и свратили су да заноће у Југовац. Сељак, код кога су дошли, исте вречери их је издао Бугарима, који су јаким снагама опколиле село и блокирали кућу у којој су се налазили. Након што су схватили да су опкољни, партизани су пружили отпор докле год су имали муниције, а погинули су када су последњим бомбама покушали пробој.
Указом Председништва АВНОЈ-а постхумно је 6. јула 1945. одликован Орденом заслуга за народ првог реда.  Указом Президијума Народне скупштине ФНР Југославије 5. јула 1951 проглашен је за народног хероја.